# 尤維納里亞學生節
尤維納里亞學生節（拉丁語：Iuvenalia、波蘭語：Juwenalia，即「igrzyska młodzieńców」，指年輕人的派對）是專屬波蘭大專院校生的節日。
尤維納里亞學生節為全波蘭大專院校的慶典，舉辦時間落在復活節之後、六月夏季考試前的五月，首次舉辦時間則可追溯至十五世紀的克拉科夫。學生節通常為期一週，以文化和體育活動為主，主辦方通常為學生，大學城的市長也會在這段期間將城門鑰交給學生保管。
學生節的名稱隨著學校或所在城市的不同而有所變化，如在奧爾什丁稱Kortowiada，而為在華沙爾斯諾夫區的華沙生命科學大學則稱為Ursynalia。